# Optimizacija (računarstvo)
Optimizacija (lat. optimus - [naj]bolje) je način programiranja ili izmjene programa gdje se (postojeći) program prilagođava za upotrebu uz određenu platformu, ili suradnju s drugim aplikacijama (ili operacijskim sustavom) u cilju povećanja brzine izvršavanja, smanjenja zauzeća resursa (kao što su: memorija, kapacitet medija za pohranu, zauzeće bandwidtha (mrežni resurs)...) itd., to jest, ukratko: povećanja efikasnosti.
Optimizacija se provodi traženjem boljeg algoritma za određen posao, sažimanjem (npr. slike kod igara), sakupljanjem smeća (engl. garbage collection), korištenjem specifičnih karakteristika hardvera (npr. korištenje specifičnih registara procesora, korištenjem 3D akceleracije kod grafičkih kartica koje ju podržavaju...) itd.